# Julius Philipp Oppenheimer
Julius Philipp Oppenheimer (* 28. Juli 1812 in Frankfurt am Main; † 24. Dezember 1869 ebenda) war ein Kaufmann und Politiker der Freien Stadt Frankfurt.

## Leben
Oppenheimer lebte als Kaufmann in Frankfurt am Main. Seine Firma in der Töngesgasse betrieb Großhandel mit Seide und Stoffen. Von 1865 bis 1868 war er Mitglied der Frankfurter Handelskammer.
Er war der Sohn von Philipp Süßkind Oppenheimer in Frankfurt (1784–1866) und der Bella (Betty), geb. Wetterha(h)n, die der Vater 1808 geheiratet hatte. Der Vater war Inhaber einer seit 1822 (bzw. schon 1820) erwähnten Seiden-, Leinen- und Bandwarenhandlung. Julius hatte einen Bruder Jakob, der auch Kaufmann war. Der junge Julius Oppenheimer verfasste anlässlich eines längeren Aufenthalts in Italien vom 27. Juni 1831 bis 15. April 1833 ein Reisetagebuch „Erinnerungen an Neapel“. Seine Schwester Louise Oppenheimer (1810–1861) heiratete 1833 den Kaufmann Adolphe Oppenheim (1791–1856), Sohn des Frankfurter Wechselmaklers Aron Jantoff Oppenheim und Sara, geb. Schuster.
Oppenheimer war Mitglied der jüdischen Gemeinde und 1851 als Mitglied aus dem Israelitischen Gemeinde-Vorstande auch Mitglied des Schulrats der Schul-Anstalt der israelitischen Gemeinde, wohnhaft in der Seilerstraße 33.
1852 war er zusammen mit seinem Vater Philipp Süskind Oppenheimer Eigentümer von „Philipp Oppenheimer. Seiden- u. Leinen- Bandwaaren“ in der Fahrgasse 106. Prokuristin war seine Mutter Betty, geb. Wetterhan, welche 1862 starb.
Er war von 1854 bis 1857 Mitglied im Gesetzgebenden Körper der Freien Stadt Frankfurt und dort 1855 und 1857 im Sekretariat. 1861 war er Suppleant des Gesetzgebenden Körpers und nach der Annexion Frankfurts durch Preußen vom 22. Januar 1868 bis zum 24. Dezember 1869 unbesoldeter Stadtrat in Frankfurt am Main.
Die Tochter Clementine (1839–1916) heiratete den Kaufmann Carl Hermann Fulda (1836–1917), der aus einer seit 1639 in Frankfurt ansässigen jüdischen Familie stammte. Einer ihrer Söhne war der Schriftsteller und Übersetzer Ludwig Fulda (1862–1939).